# Lophopanilla
Lophopanilla là một chi bướm đêm thuộc họ Erebidae.